# Saint-Salvi-de-Carcavès
Saint-Salvi-de-Carcavès (okzitanisch: Sent Salvi de Carcavés) ist eine französische Gemeinde mit 78 Einwohnern (Stand: 1. Januar 2022) im Département Tarn in der Region Okzitanien. Sie gehört zum Arrondissement Castres und ist Mitglied im Gemeindeverband Communauté de communes du Haut-Languedoc. Die Bewohner werden Saint-Salvigeois und Saint-Salvigeoises genannt.

## Lage
Saint-Salvi-de-Carcavès liegt in der Kulturlandschaft des Albigeois etwa 36 Kilometer nordöstlich von Castres und etwa 38 Kilometer ostsüdöstlich von Albi. Umgeben wird Saint-Salvi-de-Carcavès von den Nachbargemeinden Le Masnau-Massuguiès im Norden und Westen, Pousthomy im Norden, Laval-Roquecezière im Osten, Escroux im Südosten, Senaux im Süden sowie Viane im Süden und Südwesten.

## Bevölkerungsentwicklung
| Jahr                       | 1962 | 1968 | 1975 | 1982 | 1990 | 1999 | 2006 | 2013 |
| Einwohner                  | 152  | 121  | 111  | 103  | 102  | 101  | 92   | 76   |
| Quellen: Cassini und INSEE |      |      |      |      |      |      |      |      |

## Sehenswürdigkeiten

Kirche Saint-Salvy

- Kirche Saint-Salvy